# Collana di perle (sessualità)

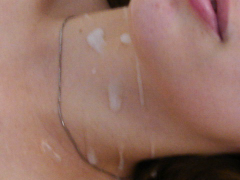
Esempio di "collana di perle"

Una collana di perle (dall'inglese pearl necklace) è il termine con cui si indica la pratica sessuale in cui un uomo eiacula sopra o vicino al collo di un'altra persona. Spesso avviene a seguito di un'altra pratica sessuale denominata "spagnola".
L'effetto assomiglia vagamente a una collana di perle per via delle gocce e dei filamenti di sperma di colore perlaceo depositati sulla pelle.

## Nella cultura di massa
- Pearl necklace è il titolo di una canzone di ZZ Top, che si riferisce a questo atto sessuale.